# Teateråret 2016

## Händelser
- Vasateatern återöppnades hösten 2016, efter att ha varit stängd sedan 2009.[1]

## Årets uppsättningar

### Mars
- Limits i regi av Tilde Björfors har premiär på Västmanlands Teater i Västerås. För bland annat Limits tilldelas Björfors Expressens Teaterpris 2016.

### Augusti
- Falla ur tiden är regisserad av Suzanne Osten på Dramaten i Stockholm. Pjäsen har premiär den 27 augusti 2016 under Bergmanfestivalen. Pjäsen bygger på David Grossmans bok Fallen ur tiden. Den bearbetades till scen av Erik Uddenberg.

### September
- Forever Alone av Elmira Arikan i regi av Farnaz Arbabi får urpremiär på Unga Klara. Pjäsen är ett samarbete med Stiftelsen Friends och Regionteatern Blekinge Kronoberg.

### November
- Marie Antoinette har urpremiär på Folkteatern, Göteborg. För manus och regi står Jens Ohlin och titelrollen spelas av Evin Ahmad.

## Avlidna
- 12 april – Arnold Wesker, 83,  brittisk pjäsförfattare.[2]
- 5 maj – Helena Reuterblad, 80, svensk skådespelare.[3]
- 6 juni – Peter Shaffer, 90, brittisk dramatiker.[4]
- 9 oktober – Måns Edwall, 56, svensk teaterregissör, dramatiker och musiker.